# Майска гъба
Майската гъба, наричана също челадница, орисница или пролетна миризливка (Calocybe gambosa), е вид ядлива базидиева гъба от семейство Lyophyllaceae.

## Описание
Шапката достига до 10 cm в диаметър. В ранна възраст е полукълбовидна, понякога леко конична, с подвит навътре ръб, а в напреднала възраст е плоска, понякога вълновидно нагъната. Кожицата е нежна и матова, почти бяла, охрено-кремава до сметановожълта на цвят. Пънчето е цилиндрично или леко бухалковидно, късо и месесто. На цвят е белезникаво до охрено-жълто. Месото е плътно, бяло, има силен мирис на брашно и е приятно на вкус. Счита се за една от по-вкусните гъби и е подходяща за консумиране както прясна, така и консервирана, а и за приготвяне на всякакви ястия.

## Местообитание
Среща се през април – юни на открити слънчеви и тревисти пространства, в това число по светли поляни, горски покрайнини, паркове и градини. Расте изобилно, както самостоятелно, така и на групи или самодивски кръгове.